# Wizz Air

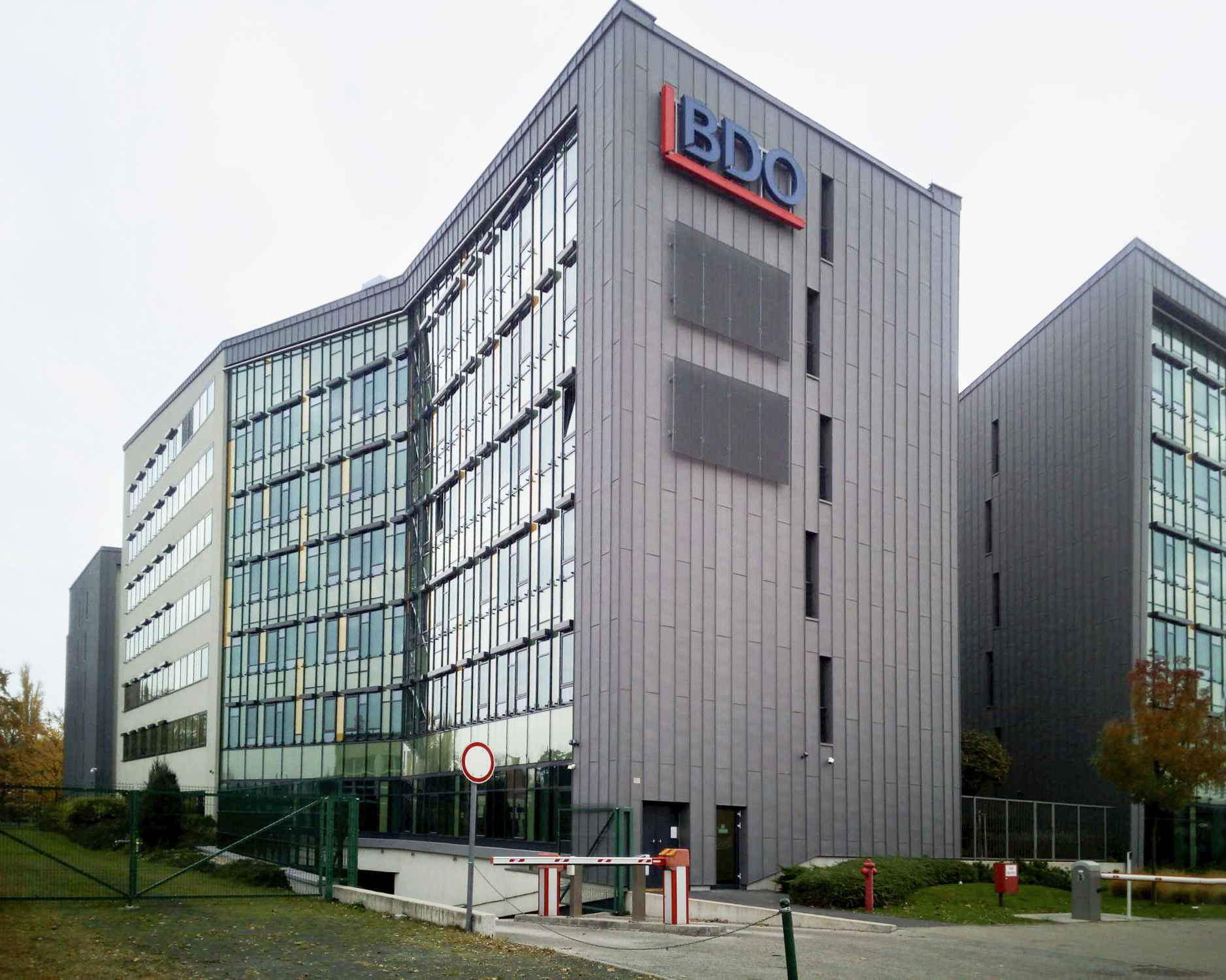
Laurus Offices Building B, la sede di Wizz Air

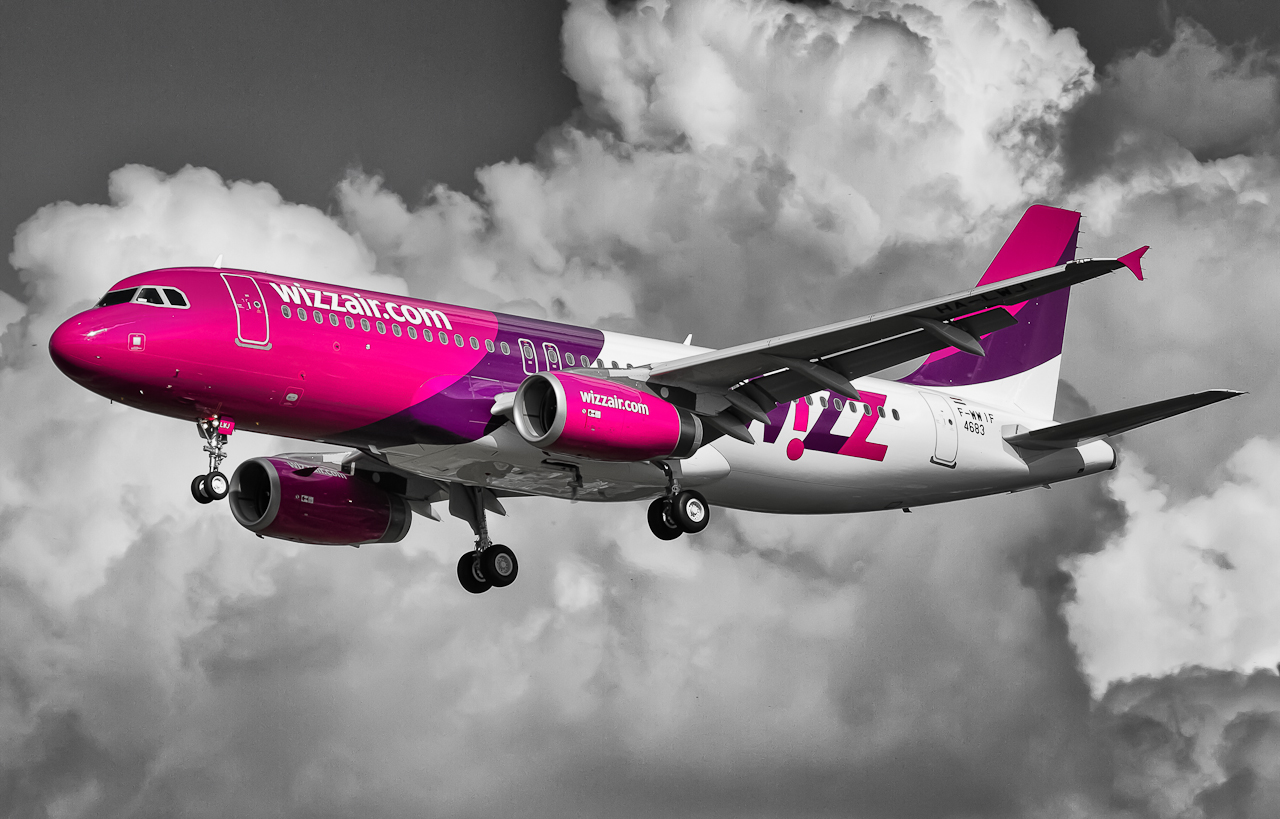
Un Airbus A320 nella livrea utilizzata fino al 2015.

Wizz Air Hungary Légiközlekedési Kft., più nota semplicemente come Wizz Air, è una compagnia aerea a basso costo ungherese con sede legale nel comune di Vecsés, nelle pertinenze dell'Aeroporto di Budapest-Ferihegy.
La compagnia aerea serve molte città in tutta Europa, nonché alcune destinazioni in Nord Africa e Medio Oriente per un totale di 44 paesi. La sua società madre, Wizz Air Holdings plc, ha sede a Guernsey ed è quotata alla Borsa di Londra ed è un componente dell'indice FTSE 250. A partire dal 2018, la compagnia aerea ha il suo hub più grande all'aeroporto di Budapest con oltre 60 destinazioni. Nel 2024 la compagnia aerea ha trasportato 62 milioni di passeggeri.

## Storia
La compagnia è stata fondata nel giugno del 2003 ed è attiva dal 19 maggio 2004, quando ha effettuato il primo volo, dall’aeroporto di Katowice a quello di Londra-Luton. L'hub principale è stato posto a Budapest, in Ungheria, con quello secondario a Katowice, in Polonia. Il fondatore della compagnia è stato József Váradi, fino al 2003 amministratore delegato della compagnia di bandiera ungherese Malév.
Nel 2005 è stata la maggiore compagnia dell'Europa centro-orientale, con 1 889 608 passeggeri e un incremento rispetto al 2004 del 233%. Nel 2008 ha trasportato quasi 6 000 000 di passeggeri, mentre nel 2009 ha raggiunto il record di 7 800 000, con una crescita del 33% rispetto all'anno precedente.
Nel 2010 Wizz Air aveva dieci basi operative nell'Europa Centrale e dell'est (Breslavia, Danzica, Poznań e Varsavia in Polonia; Sofia in Bulgaria; Bucarest-Otopeni, Suceava, Cluj-Napoca e Timișoara in Romania; Kiev in Ucraina) e una nell'Europa occidentale (Londra-Luton nel Regno Unito).
Nel 2011 la compagnia aerea ha trasportato 11 milioni di persone. Nello stesso anno è stata integrata nella controllante ungherese la divisione bulgara Wizz Air Bulgaria. A partire dal 2012, Wizz Air è diventata l'unica compagnia aerea ungherese, beneficiando del fallimento di Malév per espandersi ulteriormente.
Nel maggio 2015 viene presentata la nuova livrea, in occasione dell'undicesimo anno di servizio, applicata gradualmente su tutti gli aeromobili.
Nel 2016 la compagnia ha trasportato quasi 23 milioni di passeggeri; nel 2017 ha raggiunto le 500 rotte e 144 destinazioni.
Ad ottobre 2020 ha ricevuto un Airbus A330-200F acquistato dal governo ungherese per aumentare la capacità merci durante la pandemia di COVID-19. Wizz Air ha sfruttato il periodo della pandemia, in cui molte altre compagnie sono state costrette a mettere a terra i propri aerei, per avviare una fase di espansione aggressiva in Europa occidentale. Anche se alcune basi sono state chiuse dopo soli pochi mesi (Dortmund, Riga, San Pietroburgo, Trondheim), così non è stato per molte altre.
L'Italia è stata il mercato di maggiore crescita, con Wizz Air che al 2022 aveva aperto sette basi: Bari (chiusa nel febbraio 2023), Catania, Milano-Malpensa, Napoli, Palermo (chiusa a inizio 2023), Roma-Fiumicino e Venezia. Al 2024 risultano basati in Italia 26 aerei, di cui 13 nella base principale di Roma-Fiumicino, in prevalenza gestiti da Wizz Air Malta.
Nel 2024 è previsto l'ingresso anche nel mercato dei voli di lungo raggio, con l'arrivo degli Airbus A321neo XLR, capaci di voli fino a 10 ore di durata.

## Identità aziendale

### Sede
La sede principale si trova negli uffici Laurus Irodaház, edificio B, Budapest, da marzo 2015.
In precedenza, la sua sede principale era presso l'aeroporto internazionale Ferenc Liszt di Budapest. Wizz Air ha firmato l'accordo di locazione nell'ottobre 2010 e si è trasferito lì con 150 dipendenti nel giugno 2011. La compagnia aerea ha occupato oltre 2.000 metri quadrati di spazio in un edificio per uffici rinnovato dopo l'arrivo della compagnia aerea. La struttura, con uffici open space, ospitava circa 150 dipendenti. Prima ancora, la sua sede principale non si trovava nell'aeroporto, ma nell'Airport Business Park C2 di Vecsés, nelle vicinanze.
Presso i suoi uffici di Budapest, Wizz Air ha anche un centro di addestramento, dotato di tre simulatori di volo. Nell'ottobre 2024 ne è stato inaugurato un secondo, nei pressi del T1 dell'aeroporto di Roma Fiumicino, che crescerà fino a tre simulatori di nuova generazione.

### Operazioni
La compagnia aerea ha anche un servizio di acquisto a bordo chiamato Wizz Café e un servizio commerciale chiamato Wizz Boutique.

### Filiali
Filiali attuali

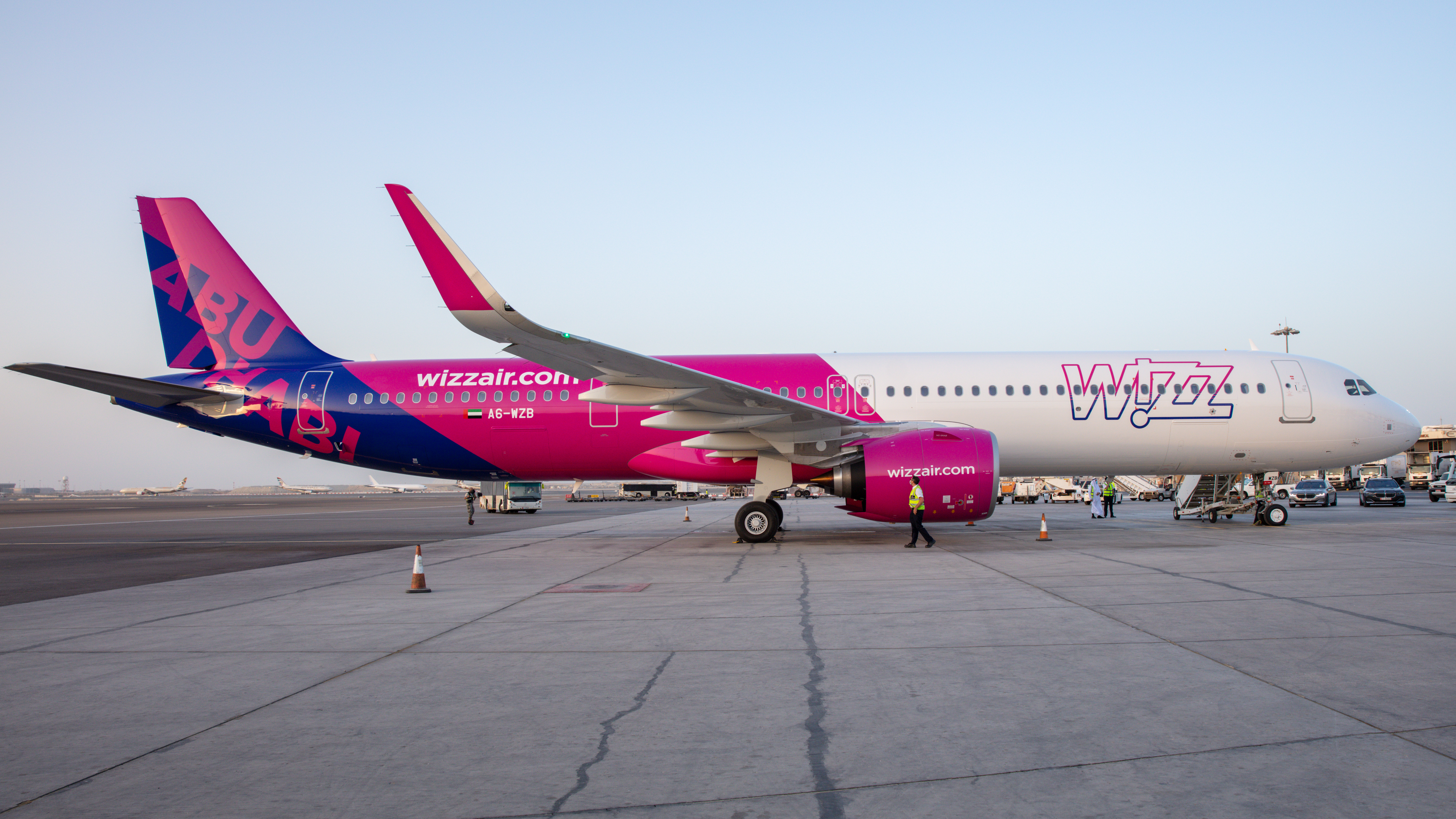
Un Airbus A321neo di Wizz Air Abu Dhabi

- Wizz Air UK è stata fondata il 18 ottobre 2017 come unità Wizz Air nel Regno Unito, in seguito all'approvazione della CAA la controllata ha iniziato le operazioni inizialmente con 10 aeromobili registrati. L'unità opera attualmente voli dagli aeroporti di Londra-Gatwick e Londra-Luton per conto della sua controllante ungherese ed è stata istituita per garantire a Wizz Air il pieno accesso al mercato nel Regno Unito a seguito della Brexit.[12]
- Wizz Air Abu Dhabi è stata fondata il 12 dicembre 2019. La compagnia è una joint venture tra Wizz Air e il fondo statale Abu Dhabi Development Holding che ne possiede il 30%. I voli sono operati dall'Aeroporto Internazionale di Abu Dhabi verso Europa, Asia e Africa.
- Wizz Air Malta ha cominciato le operazioni il 20 settembre 2022, con l'entrata in servizio del suo primo Airbus A321neo con marche 9H-WAM. Nel corso del 2023, con l'arrivo di numerosi nuovi aerei, la compagnia è subentrata gradualmente a Wizz Air Hungary nelle operazioni dalle basi in sud Europa, in un'ottica di gestione finanziaria più conveniente. L'aeroporto da cui la compagnia ha effettuato il suo primo volo è stato quello di Roma-Fiumicino.[13][14]

Ex filiali
- Wizz Air Bulgaria era l'unità bulgara di Wizz Air istituita nel 2005 e con base all'aeroporto di Sofia con una flotta di 3 aeromobili. Ha cessato le operazioni il 31 marzo 2011, tutti i voli sono stati riuniti in Wizz Air Hungary Ltd.[15]
- Wizz Air Romania era un'unità rumena pianificata con sede nell'aeroporto internazionale di Timișoara Traian Vuia. Tuttavia, questa sottounità non ha mai avviato le attività e lì è stata stabilita una base sotto Wizz Air Hungary Ltd.[16]
- Wizz Air Ukraine fondata nel 2008 era l'unità ucraina di Wizz Air, che aveva il proprio certificato di operatore aereo e operava dall'aeroporto internazionale di Kiev Zhuliany e dall'aeroporto internazionale di Leopoli con una flotta di 4 aeromobili. A seguito della crisi economica in seguito all'intervento militare russo in Ucraina, Wizz Air Ukraine è stata chiusa il 19 aprile 2015. Alcune rotte da e per Kiev sono state rilevate da Wizz Air Hungary Ltd mentre tutte le altre sono state interrotte. Dal 2018 Wizz Air ha iniziato a espandersi di nuovo in Ucraina.[17]

## Destinazioni

Destinazioni di Wizz Air

Wizz Air ha avviato nuovi servizi tra Katowice e Londra-Gatwick nel 2008. Nel gennaio 2008, i voli sono iniziati da Danzica a Göteborg, Bournemouth e Coventry. Nell'estate 2008, Wizz Air ha riavviato i servizi stagionali estivi da Katowice e Budapest a Gerona, nonché un nuovo servizio settimanale per Gerona da Danzica. Altri servizi estivi da Budapest sono Heraklion, Corfù, Burgas e Varna; da Katowice a Creta-Heraklion e Burgas; e Varsavia a Corfù e Burgas. Ha inoltre riavviato il suo servizio tre volte alla settimana dall'aeroporto di London Luton a Burgas. Il 2 ottobre 2008, Wizz Air ha annunciato che alcuni dei suoi servizi rumeni avrebbero aumentato la frequenza a seguito di un ordine per tre aeromobili Airbus A320.
Nel febbraio 2012, Wizz Air ha annunciato che avrebbe avviato i voli dall'aeroporto internazionale di Debrecen a Londra, a partire dal 18 giugno 2012. L'11 settembre 2012, Wizz Air ha annunciato nuove rotte da e per Tel Aviv, Israele.
Il 12 aprile 2013 Wizz Air ha annunciato che avrebbe iniziato i voli dall'aeroporto di Budapest all'aeroporto internazionale Heydər Əliyev di Baku a partire dal 17 giugno 2013. Il 26 giugno 2013, Wizz Air ha annunciato l'ingresso nel mercato slovacco, aggiungendo una nuova rotta da Košice a partire da settembre 2013.
Il 26 giugno 2015 la compagnia aerea ha aperto la sua 19ª base, presso l'aeroporto internazionale di Tuzla, in Bosnia ed Erzegovina, e ha dispiegato un nuovo aeromobile Airbus A320 all'aeroporto. Con un aereo di stanza all'aeroporto, Wizz Air ha aperto nuove rotte per l'aeroporto di Memmingen (vicino a Monaco) e l'aeroporto di Sandefjord, Torp (vicino a Oslo), a partire dal 26 giugno 2015, nonché per l'aeroporto di Francoforte-Hahn e l'aeroporto di Stoccolma Skavsta, a partire da il 28 giugno 2015.
Nel febbraio 2016 Wizz Air ha annunciato una nuova base all'aeroporto internazionale "David" di Kutaisi (al servizio di Kutaisi in Georgia). Nell'ottobre 2016 Wizz Air ha annunciato una nuova base all'aeroporto internazionale di Chișinău (al servizio di Chișinău) in Moldavia. Nel dicembre 2016 Wizz Air ha annunciato una nuova base a Varna, in Bulgaria.
Nel febbraio 2017 Wizz Air ha annunciato una nuova base all'aeroporto di Londra-Luton nel Regno Unito. Sempre nel 2017, la compagnia ha aggiunto tre nuove rotte, a Tel Aviv, Israele, Pristina in Kosovo e Kutaisi in Georgia, per un totale di oltre 500 rotte.
Nel gennaio 2018 Wizz Air ha annunciato una nuova base all'aeroporto internazionale di Vienna in Austria. Tre Airbus 320/321 sono previsti a Vienna e la compagnia opererà un totale di 17 nuove rotte dalla capitale austriaca.
Nel novembre 2018, la compagnia aerea ha annunciato che avrebbe aperto una base all'aeroporto internazionale Giovanni Paolo II di Cracovia, in Polonia, a partire da 12 rotte.
Nel maggio 2020 viene annunciata una nuova base all'aeroporto di Larnaca (Cipro) e 11 nuove rotte (Atene, Salonicco, Billund, Copenaghen, Dortmund, Memmingen, Karlsruhe/Baden Baden, Salisburgo, Suceava, Turku e Wroclaw).
Nel Gennaio 2020 Wizz Air annuncia una nuova base all'aeroporto di Milano Malpensa (MXP), con nuove rotte verso il Portogallo, Islanda, Italia, Regno Unito, Spagna ed Egitto.
Le basi italiane di Wizz Air sono presso gli aeroporti Catania, Milano Malpensa, Napoli, Roma Fiumicino e Venezia Il 16 febbraio 2023 Wizz Air ha chiuso la base di Bari.

## Flotta

### Flotta attuale

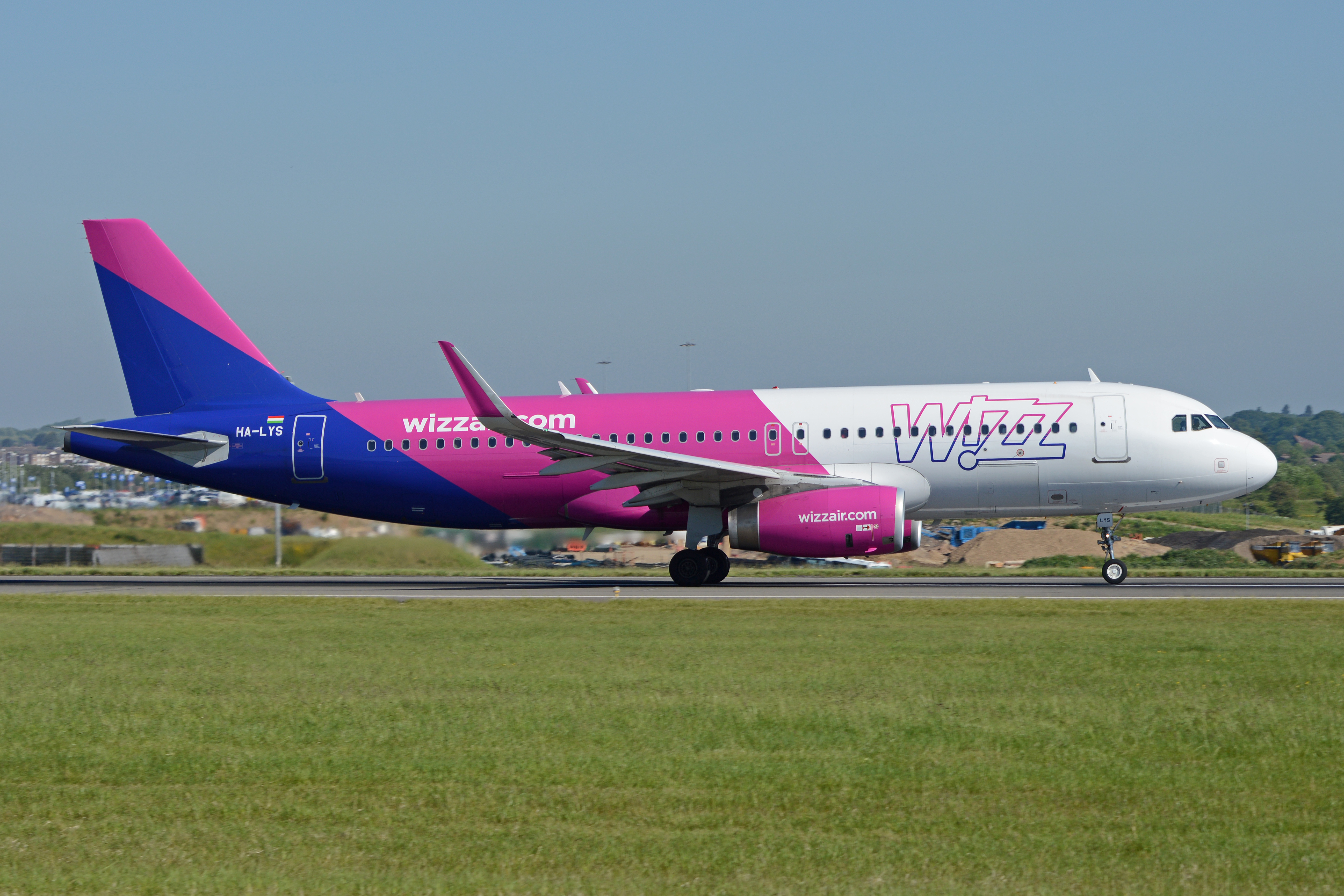
Un Airbus A320-200.

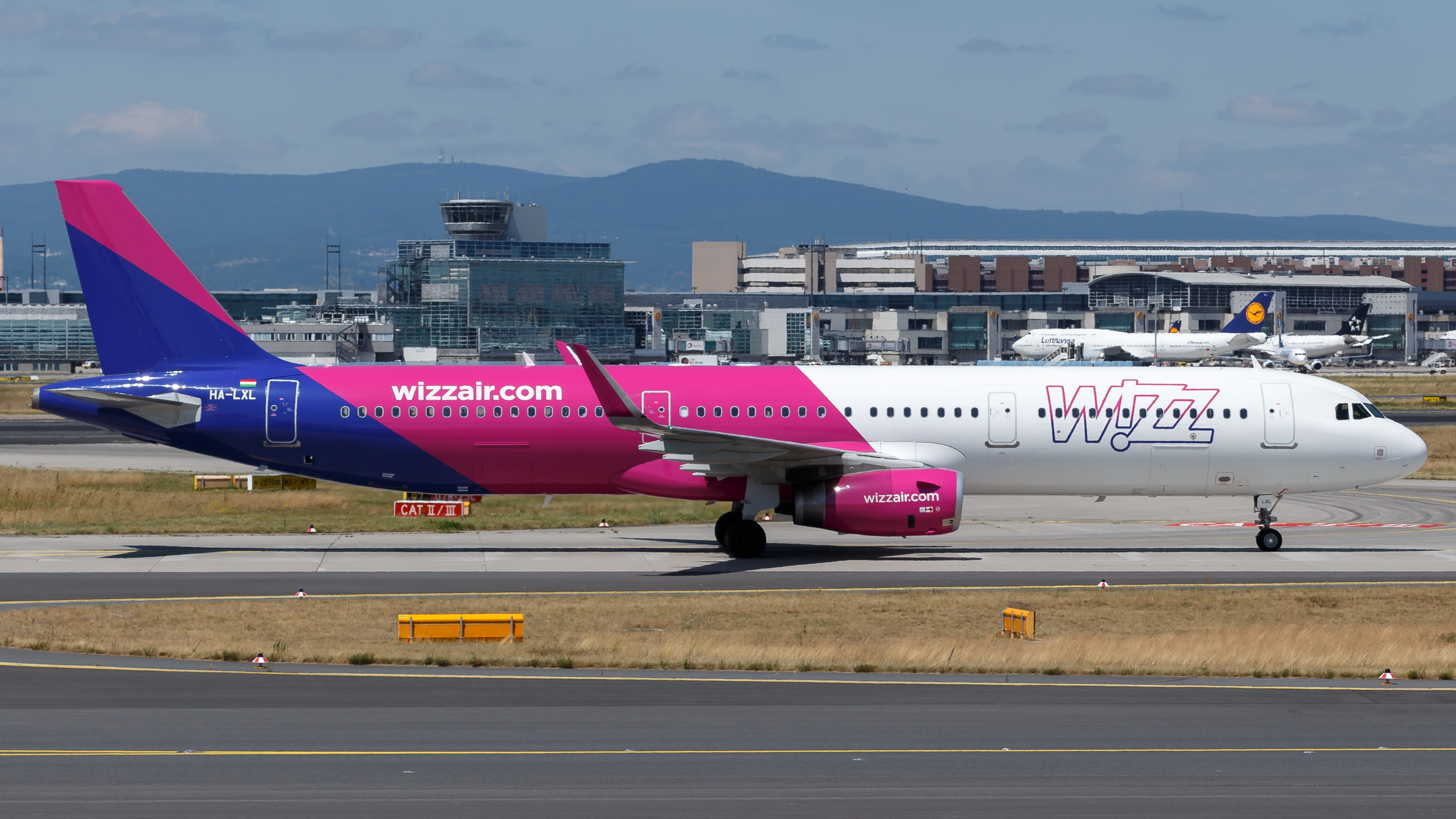
Un Airbus A321-200.

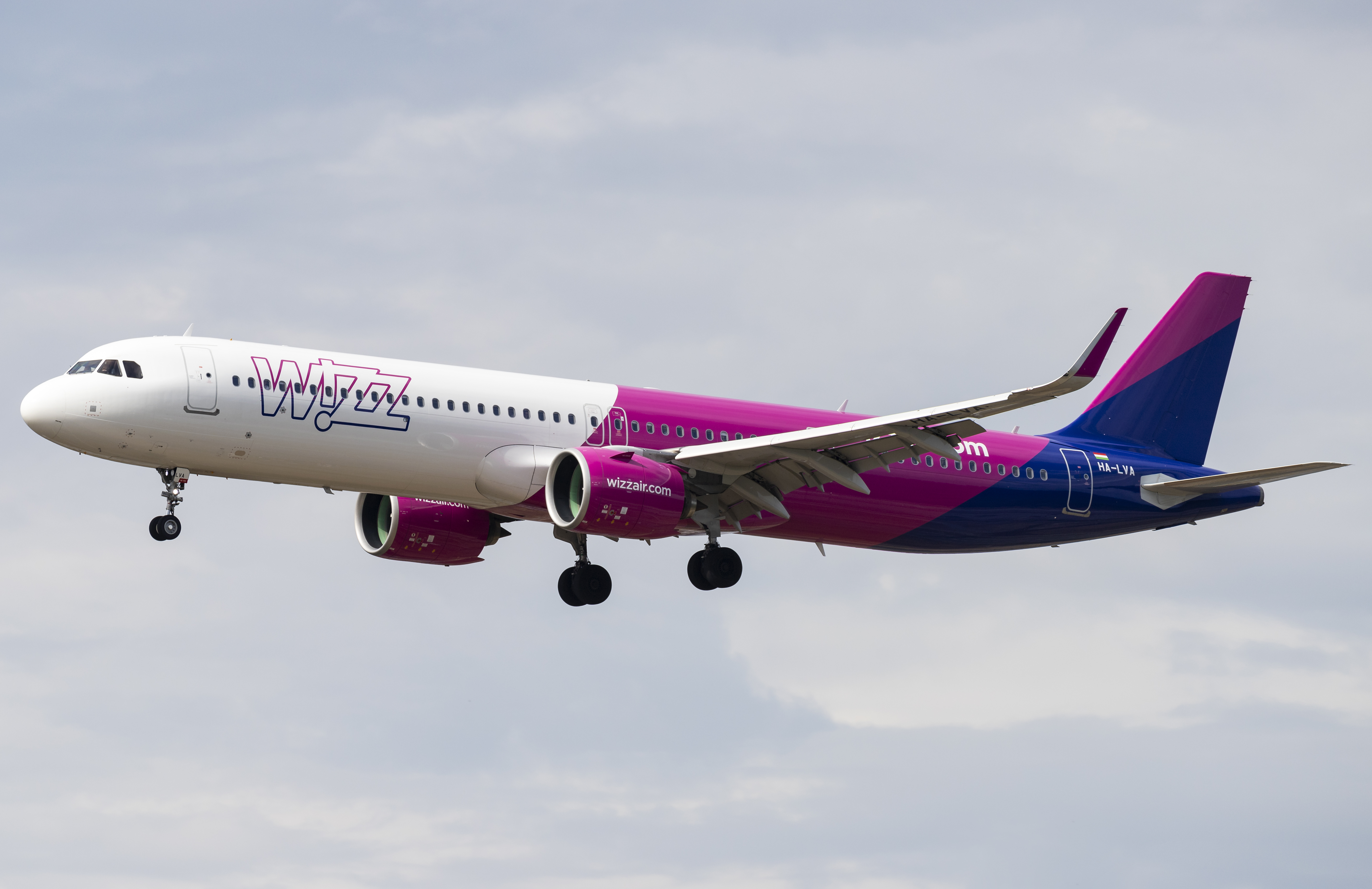
Un Airbus A321neo.

Ad aprile 2025 la flotta del gruppo Wizz Air è composta dai seguenti aeromobili:

### Flotta storica

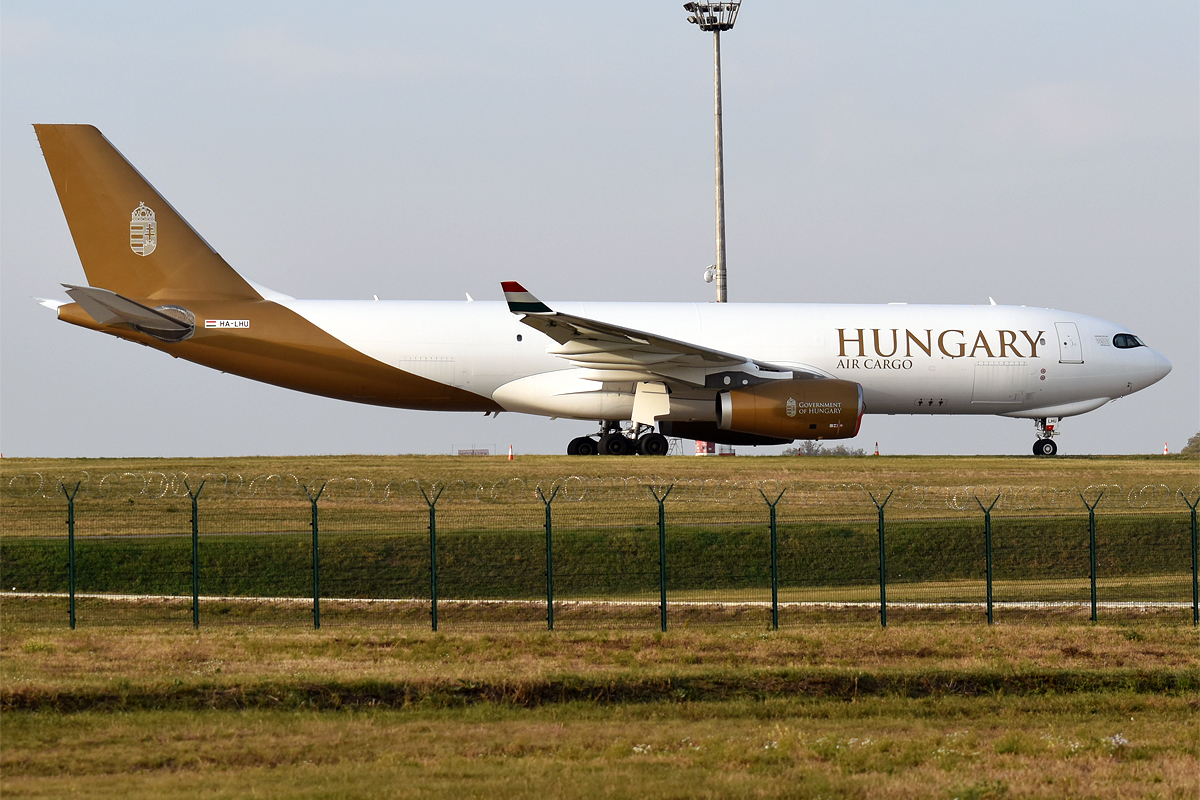
L'Airbus A330-200F.

Nel corso degli anni, Wizz Air ha operato anche i seguenti aeromobili:

## Incidenti
- 8 giugno 2013: il volo W6 3141 (marche HA-LWM), effettuato con un Airbus A320, partito da Bucarest e diretto a Ciampino, a causa di un guasto al carrello viene deviato all'aeroporto di Fiumicino, dove in fase di atterraggio si adagia su un lato nella pista 34R. Sull'aeromobile erano presenti 165 passeggeri più 6 membri dell'equipaggio (comandante italiano, primo ufficiale cipriota e assistenti di volo rumeni). Tre passeggeri hanno subito uno shock, ma non danni fisici quali abrasioni e/o contusioni.[30]